# Johann Anton Thadäus Nepomuk Stamitz
Johann Anton Thadäus Nepomuk Stamic (kortweg Johann,  Stamitz) Mannheim (Baden-Württemberg) op 27 november 1750 –  Parijs-Versailles 1809 was een Duits componist, dirigent en violist van Boheemse afkomst.

## Levensloop
Johann Anton en zijn broer (Carl) kregen hun eerste vioolles van hun vader Johann Wenzel Anton Stamitz, en na diens vroege overlijden door Christian Cannabich. Ook Johann Anton Thadäus Nepomuk werd in zijn jonge jaren al lid in de befaamde Mannheimer Hofkapelle.
Samen met zijn broer vertrok hij in 1770 naar Parijs. Van 1782 tot 1789 speelde hij in de koninklijke kapel in Versailles mee en werd met de titel "ordinaire de la musique du roi" onderscheiden. Hij was viool-leraar van de Rodolphe Kreutzer.

## Composities

### Werken voor orkest
- 1779 Concerto in F groot, voor viola d'amore en orkest
- Sinfonia concertante in D groot, voor twee fluiten en orkest
- Concerto in Bes groot, voor viola d'amore en orkest
- Concerto in G groot, voor viola d'amore en orkest
- Concerto in D groot, voor viola d'amore en orkest
- Concerto in G-groot, voor twee fluiten en orkest
- Concerto in D groot, voor fluit en orkest
- Concerto in Bes groot, voor klarinet en orkest
- Rond  20 concerten voor viool
- Verdere concerten voor fluit
- 4 Concerten voor twee klarinetten of klarinet en viool
- 12 verdere symfonieën
- 3 concerten voor piano en orkest

### Kamermuziek
- 8 Caprices voor solo fluit
- Capriccio-Sonata A groot, voor fluit
- Rondo capriccioso G groot, voor fluit
- Zes duetten, voor twee fluiten
- 15 kwartetten

- Bibsys: 3056638
- Biblioteca Nacional de España: XX1056182
- Bibliothèque nationale de France: cb13900005v (data)
- Gemeinsame Normdatei: 12373083X
- International Standard Name Identifier: 0000 0001 2026 6728
- Library of Congress Control Number: n81018997
- Nationale Bibliotheek van Letland: 000299013
- MusicBrainz: 8bed245b-a12c-42a9-a63e-33343abebbda
- Nationale Bibliotheek van Tsjechië: xx0066800
- Nationale bibliotheek van Australië: 35747475
- Nationale Bibliotheek van Israël: 987007349736105171
- Nationale Bibliotheek van Polen: a0000002510800
- Nederlandse Thesaurus van Auteursnamen: 074942735
- Réseau des bibliothèques de Suisse occidentale: 02-A005259129
- Istituto Centrale per il Catalogo Unico: LO1V176741
- Trove: 1068986
- Virtual International Authority File: 98768018
- WorldCat: E39PBJwXbM7CWjpppgP6GJgFrq